# 伊塞普特
伊塞普特（法語：Issepts）是法国洛特省的一个市镇，属于菲雅克区（Figeac）利韦农县（Livernon）。该市镇总面积9.15平方公里，2009年时的人口为177人。

## 人口
伊塞普特人口变化图示